# Passepied

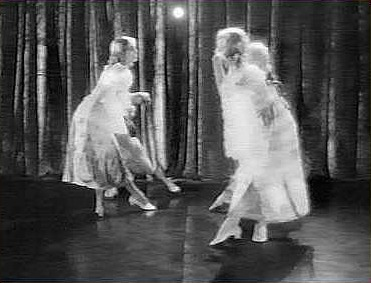
Passepied dall'opera- interludio The Shagreen Bone

Il passepied (pronuncia francese: [paspje], "passa-piede", dal suo passo caratteristico) è una danza di corte francese. Originaria da un branle dell'Alta Bretagna, è stata adattata all'uso cortese nel XVI secolo e si trova frequentemente nell'opera e nel balletto francese del XVIII secolo, in particolare nelle scene pastorali, e anche nelle suite di danze strumentali barocche. In inglese il passepied è scritto "paspy" così come "paspie" o "paspe", approssimazioni fonetiche della pronuncia francese.

## Storia
La prima menzione storica del passepied fu di Noël du Fail nel 1548, che disse che era comune nelle corti bretoni. François Rabelais e Thoinot Arbeau, scrivendo più tardi, nel XVI secolo, identificano la danza come un tipo di branle caratteristico della Bretagna. All'epoca era una danza veloce in tempo binario con frasi di tre battute, quindi del tipo branle simple. Come molte danze popolari era molto eseguita alla corte di Luigi XIV.
Il passepied venne rimodellato da Jean-Baptiste Lully come una danza pastorale da concerto, apparendo per la prima volta nel 1680 come minuetto più veloce. È considerato il più veloce dei balli a tre tempi dell'epoca, di solito con un tempo in chiave di 3/8 (occasionalmente anche 6/8 o 3/4), le sue frasi iniziano sull'ultimo movimento della misura. Il suo fraseggio doveva dividersi in quattro misure per accogliere i quattro caratteristici piccoli passi su due misure. Usava i passi del minuetto, che Lully aveva adattato in modo simile molto tempo prima, con un effetto del tutto diverso, muovendosi con leggerezza e tracciando motivi elaborati sul pavimento.
Dopo di ciò, il passepied è apparso in moltissime produzioni teatrali, comprese quelle di Jean-Philippe Rameau. Si trova ancora nel 1774 nell'Iphigenia in Aulis di Christoph Willibald Gluck.
Scrivendo nel 1739 Johann Mattheson descrisse il passepied come una danza veloce, con un carattere che si avvicinava alla frivolezza, per cui manca "l'entusiasmo, la rabbia o il calore espressi dalla giga". Gli italiani lo usavano spesso come finale di sinfonie strumentali.
Occasionalmente i passepied compaiono in suite come la Suite per orchestra n. 1 di Johann Sebastian Bach o nella musica drammatica come la sua Ouverture in stile francese per clavicembalo. Ci sono spesso due passepied in tonalità minore e maggiore da suonare nell'ordine I, II, I, oppure si verificano in coppie contrastanti, il primo che ricompare dopo il secondo come da capo. Apparve anche come movimento nell'opera di Henry Purcell, Dioclesian, e in centinaia di altre composizioni barocche.

## Riscoperta
Léo Delibes compose un passepied come parte della sua musica di scena per l'opera teatrale Le roi s'amuse di Victor Hugo. Esempi più moderni includono:
- Il quarto e ultimo movimento della Suite bergamasca per pianoforte di Claude Debussy
- Il terzo movimento della Sinfonia in do di Igor Stravinsky, che consiste in un minuetto, passepied e fuga
- Il secondo numero nell'atto secondo del balletto di Sergei Prokofiev Cenerentola
- Il primo di cinque balli nella scena del ballo di Madame Bovary . di Miklós Rózsa
- La prima di cinque danze del terzo movimento, "Révérences engrenées, premier pentacle", di Jardinet avec automates per pianoforte di Henri Pousseur
- Il terzo movimento del balletto orchestrale Friandises di Christopher Rouse
- Il quarto movimento della Suite del giardino dei sensi nella seconda parte de Il giardino della speculazione cosmica di Michael Gandolfi